# 西ケ方駅
西ケ方駅（にしがほうえき）は、高知県四万十市西土佐西ヶ方馬引田にある、四国旅客鉄道（JR四国）の駅である。駅番号はG35。当駅と次の真土駅との間で県境を越える。高知県内にあるJRの駅としては最西端に当たる。

## 歴史
- 1953年（昭和28年）3月26日：日本国有鉄道の駅として開設[1]。
- 1987年（昭和62年）4月1日：国鉄分割民営化によりJR四国の駅となる[1]。

## 駅構造
単式ホーム1面1線を有する地上駅である。無人駅。
ホームは長いが駅舎は無く待合所があるだけである。

## 利用状況
1日の平均乗降人員は以下の通り。
| 1日乗降人員推移 | 1日乗降人員推移 |
| 年度            | 1日平均人数     |
| --------------- | --------------- |
| 2011年          | 4               |
| 2012年          | 4               |
| 2013年          | 2               |
| 2014年          | 6               |
| 2015年          | 12              |
| 2016年          | 12              |
| 2017年          | 10              |
| 2018年          | 10              |

## 駅周辺
- 四万十市立西ヶ方小学校
- 広見川

## 隣の駅
四国旅客鉄道（JR四国）
■予土線
江川崎駅 (G34) - 西ケ方駅 (G35) - 真土駅 (G36)